# 342-я стрелковая дивизия (1-го формирования)
342-я стрелковая дивизия — общевойсковое формирование (соединение, стрелковая дивизия) РККА ВС СССР, принимавшее участие в Великой Отечественной войне.
Сокращённое действительное наименование — 342 сд. Боевой период: 9 декабря 1941 — 23 сентября 1943 года.

## История
Стрелковое соединение сформировано в городе Баланда Саратовской области, из числа военнообязанных и военнослужащих запаса ВС Союза ССР, в сентябре — ноябре 1941 года. В ноябре 1941 года, закончив обучение, слаживание и сформирование, в составе 61-й резервной армии выступило на театр войны в распоряжение Юго-Западного фронта.
Формирование впервые участвовало в бою 24 декабря 1941 года в районе Белый Колодезь Тульской области в составе 61-й армии Брянского фронта.

### Боевой путь
Дивизия приняла участие битве за Москву. С 18 декабря 1941 года вела наступление в составе 61-й армии. Освободила 120 населённых пунктов, в том числе районный центр Арсеньево, Белёв. До 26 февраля 1943 года вела бои на стыке трёх областей — Тульской, Калужской и Орловской.
В 1942 году и первой половине 1943 года вела главным образом оборонительные бои в составе войск Брянского и Западного фронтов. В марте 1943 года дивизия вошла в состав 3-й армии и заняла оборону по восточному берегу Зуша.
Летом 1943 года в составе 3-й армии Брянского фронта участвовала в контрнаступлении в ходе Курской битвы, и в результате упорных боёв 20 июля освободила город Мценск, а 5 августа вышла на западную окраину города Орёл.
За успешные действия в Орловской наступательной операции и проявленный при этом массовый героизм 23 сентября 1943 года была награждена почётным званием «Гвардейская», получила новый войсковой № и преобразована в 121-ю гвардейскую стрелковую дивизию.

## Командиры
- Попов, Александр Ипполитович (09.09.1941 — 09.11.1942), подполковник, с 28.11.1941 полковник;
- Каначадзе, Григорий Иванович (10.11.1942 — 24.02.1943), полковник;
- Масленников, Николай Кузьмич (24.02.1943 — 10.05.1943), полковник;
- Червоний, Логвин Данилович (11.05.1943 — 11.05.1945), полковник, с 01.09.1943 генерал-майор,  гвардии генерал-майор.

## Состав
- управление;
- 1146-й стрелковый полк;
- 1148-й стрелковый полк;
- 1150-й стрелковый полк;
- 912-й артиллерийский полк;
- 264-й отдельный истребительно-противотанковый дивизион;
- 411-я разведывательная рота;
- 480-й сапёрный батальон;
- 800-й отдельный батальон связи (800-я  отдельная рота связи);
- 434-й медико-санитарный батальон;
- 427-я отдельная рота химзащиты;
- 464-я автотранспортная рота;
- 203-й полевая хлебопекарня;
- 772-й дивизионный ветеринарный лазарет;
- 158-я полевая почтовая станция;
- 779-я полевая касса Госбанка[4].

## Память
- Музей 342-й (121-й гвардейской) стрелковой дивизии в школе № 957 по адресу: г. Москва, Ясный проезд, дом № 24 «А».

## См.также
- 121-я гвардейская стрелковая дивизия